# أيتوليكو
أيتوليكون (Αιτωλικόν) هي مدينة في أيتوليا كي أكارنانيا في مقاطعة كينتريكي إلادا في اليونان.
يبلغ عدد سكانها حوالي 4207   نسمة.